# 百山祖镇
百山祖镇是中华人民共和国浙江省丽水市庆元县下辖的一个镇。
2013年3月28日，浙江省人民政府批复同意撤销合湖乡、百山祖乡建制，合并设立百山祖镇。调整后，百山祖镇辖17个行政村，镇政府驻车坑村。

## 行政区划
百山祖镇下辖以下村级行政区划单位：
合湖村、三堆村、兰泥村、西排村、久住洋村、黄土洋村、坑底村、黄水岙村、黄水村、桥陌村、黄皮村、桐梓村、车根村、斋朗村、枫坪村、龙岩村和栗洋村。